# Europese coöperatieve vennootschap
De Europese coöperatieve vennootschap (Latijn: Societas cooperativa Europaea, SCE) is een rechtsvorm binnen de Europese Unie. De rechtsvorm is ingesteld bij verordening van de Raad van de Europese Unie. Net als de Europese vennootschap biedt deze rechtsvorm de mogelijkheid om binnen de Europese Unie een grensoverschrijdende rechtspersoon op te richten. De SCE heeft kenmerken die vergelijkbaar zijn met de Nederlandse en Belgische coöperatie en naamloze vennootschap. Net als een Nederlandse coöperatie is het voornaamste doel van een SCE het voorzien in de behoefte van haar leden.